# Gogik
Gogik is een bestuurslaag in het regentschap Semarang van de provincie Midden-Java, Indonesië. Gogik telt 3315 inwoners (volkstelling 2010).